# Art Acord
Arthemus Ward "Art" Acord (Glenwood, 17 de abril de 1890 – Chihuahua, 4 de enero de 1931) fue un actor cinematográfico, minero y campeón de rodeo de nacionalidad estadounidense, activo en la época del cine mudo.

## Carrera
Nacido en el seno de una familia de fe mormona de Glenwood (Utah), siendo joven Acord trabajó como cowboy. En 1912 ganó el campeonato de derribo de novillos, repitiendo como campeón en 1916, derrotando a su amigo Hoot Gibson. 
Su pericia en el rodeo se había conseguido trabajando durante un tiempo para el show itinerante del Rancho Miller Brothers 101. Fue con el 101 que hizo amistad con Tom Mix, Bee Ho Gray, Broncho Billy Anderson y Hoot Gibson, todos cowboys en la pantalla, llegando él mismo a ser una de las primeras verdaderas estrellas del cine western. En este medio Acord no solo actuó, sino que también escribió guiones y trabajó como especialista. En total hizo más de 100 cortos, considerándose casi todos ellos como perdidos.
Acord se alistó en el Ejército de los Estados Unidos durante la Primera Guerra Mundial, sirviendo en ultramar. Fue recompensado con la Croix de Guerre por su valor. Al final de la guerra volvió al cine, actuando en una serie de populares cortos y como "Buck Parvin", el personaje del título de un serial cinematográfico de Universal Pictures.
Debidos a sus problemas con la bebida y a su incapacidad para adaptarse a la llegada del cine sonoro, la carrera cinematográfica de Acord finalizó, y él acabó trabajando en espectáculos itinerantes y en minas en México.

## Fallecimiento
Art Acord falleció en Chihuahua, México, a los 40 años de edad, el 4 de enero de 1931 a causa de una Intoxicación cianhídrica y de complicaciones de una hepatitis. En México su muerte fue considerada un suicidio, aunque algunas amistades de Acord insistieron en que había sido asesinado por un político mexicano que había sorprendido a Acord manteniendo una aventura con su esposa.
Fue enterrado en el Cementerio Forest Lawn Memorial Park de Glendale (California). 
Por su contribución a la industria cinematográfica, Acord recibió una estrella en el Paseo de la Fama de Hollywood, en el 1709 de Vine Street.

## Filmografía

### Como actor
- Pride of the Range (1910)
- The Two Brothers (1910)
- Range Pals (Sin créditos, 1911) ... Vaquero
- The White Medicine Man (Sin créditos, 1911)
- Custer's Last Fight (1912)
- Coals of Fire (1911) ... Fronterizo
- George Warrington's Escape (1911) ... Mensajero indio
- War on the Plains (1912) ... Fronterizo
- The Indian Massacre (1912) ... Un colono/Indio
- The Battle of the Red Men (1912) ... Guerrero Sioux
- The Lieutenant's Last Fight (1912) ... Gran Oso
- The Outcast (1912) ... Guerrero Sioux
- A Soldier's Honor (1912) ... Soldado
- On the Warpath (1912) ... Arrow Head
- The Frontier Child (1912) ... Hijo del jefe
- Custer's Last Fight (1912) ... Soldado
- The Invaders (Sin créditos, 1912) ... Telegrafista
- The Claim Jumper (1913) ... Ayudante
- The Squaw Man (Sin créditos, 1914) ... Ciudadano
- The Cherry Pickers (1914) ... Hussar
- Buckshot John (1915) ... Hairtrigger Jordan
- When the Fiddler Came to Big Horn (1915) ... Dick Asher, Capataz del Rancho Day
- Pretty Mrs. Smith (Sin créditos, 1915) ... Papel sin determinar
- Nearly a Lady (Sin créditos, 1915) ... Vaquero
- A Cattle Queen's Romance (1915) ... Bart, vaquero del Rancho Dallia
- 'Twas Ever Thus (Sin créditos, 1915) ... Criado
- Man-Afraid-of-His-Wardrobe (1915) ... Buchanan 'Buck' Parvin
- Buck Parvin in the Movies (1915) ... Buck Parvin
- Buck's Lady Friend (1915) ... Buck Parvin
- This Is the Life (1915) ... Buck Parvin
- Film Tempo (1915) ... Buck Parvin
- Author! Author! (1915) ... Buck Parvin
- Water Stuff (1916) ... Buck Parvin
- The Extra Man and the Milk-Fed Lion (1916) ... Buck Parvin
- Margy of the Foothills (1916) ... Ben Marlin
- Curlew Corliss (1916) ... Curlew Corliss
- Snow Stuff (1916) ... Buck Parvin
- Under Azure Skies (1916) ... Bill Hardy
- The Awakening (1916)
- The Return (1916/II) ... Frank Melville
- With a Life at Stake (1916) ... Blinky
- A Man's Friend (1916) ... Hal, un trampero
- A Modern Knight (1916) ... Percival Cadwallader 'Pin' Perkins
- Sandy, Reformer (1916) ... Sandy
- The Battle of Life (1916) ... Dave Karns
- Heart and Soul (Sin créditos, 1917) ... Papel sin determinar
- The Show Down (1917)
- Cleopatra (1917) ... Kephren
- Headin' South (1918)
- The Wild Westerner (1919) ... Larry Norton
- The Fighting Line (1919) ... Mart Long
- The Kid and the Cowboy (1919) ... Jud
- The Moon Riders (1920) ... Buck Ravelle, un Ranger
- The Show Down (1921) ... Snappy Walton
- The Fightin' Actor (1921) ... Bob Weston
- The White Horseman (1921) ... Wayne Allen/The White Horseman
- The Cowpuncher's Comeback (1921) ... Jack O'Lane
- The Call of the Blood (1921) ... Bob Shelton
- Winners of the West (1921) ... Arthur Standish/El Español misterioso
- Fair Fighting (1921) ... Bud Austin
- A Race for a Father (1922)
- The Ranger's Reward (1922) ... Buck Thomas
- Matching Wits (1922) ... Art Somers
- Go Get 'em Gates (1922) ... Go-Get-'Em Yates
- Ridin' Through (1922) ... Larry Cassidy, RCMP
- Unmasked (1922) ... Larry O'Donne, RCMP
- Dead Game (1922) ... Steve McCully, RCMP
- Come Clean (1922)
- Tracked Down (1922) ... Barney McFee, RCMP
- The Gypsy Trail (1922) ... Jack Martin, RCMP
- In the Days of Buffalo Bill (1922) ... Art Taylor
- The Oregon Trail (1923) ... Jean Brulet
- Fighting for Justice (1924) ... Bullets Bernard
- Looped for Life (1924) ... Buck Dawn
- Three in Exile (1925) ... Art Flanders
- The Circus Cyclone (1925) ... Jack Manning
- The Wild Girl (1925) ... Billy Woodruff
- The Silent Guardian (1925) ... Jim Sullivan
- Pals (1925) ... Bruce Taylor
- The Call of Courage (1925) ... Steve Caldwell
- Western Pluck (1926) ... 'Arizona' Allen
- Sky High Corral (1926) ... Jack McCabe
- Rustlers' Ranch (1926) ... Lee Crush
- The Set-Up (1926) ... Ayudante Art Stratton
- The Scrappin' Kid (1926) ... Bill Bradley
- The Terror (1926) ... Art Downs
- The Ridin' Rascal (1926) ... Larrabie Keller
- The Man from the West (1926) ... Art Louden
- Lazy Lightning (1926) ... Lance Lighton
- Loco Luck (1927) ... Bud Harris
- Set Free (1927) ... 'Side Show' Saunders
- Hard Fists (1927) ... Art Alvord
- The Western Rover (1927) ... Art Seaton aka Art Hayes
- Spurs and Saddles (1927) ... Jack Marley
- Two-Gun O'Brien (1928) ... Two-Gun O'Brien
- His Last Battle (1928)
- Flashing Spurs (1929)
- The White Outlaw (1929) ... Johnny Douglas aka the White Outlaw
- Bullets and Justice (1929) ... Jim Steel
- The Arizona Kid (1929) ... Bill Strong (The Arizona Kid)
- An Oklahoma Cowboy (1929)
- Wyoming Tornado (1929)
- Fighters of the Saddle (1929) ... Dick Weatherby
- Texas Battler (1929)
- Trailin' Trouble (Sin créditos, 1930) ... Art Dobson

### Como especialista
- Pride of the Range (sin créditos, 1910)